# Псевдо-Арриан
Псевдо-Арриан (VI век) — безымянный писатель, составивший «Перипл Понта Евксинского» — описание берегов Чёрного моря.
Для своего труда он широко использовал «Перипл Понта Евксинского», написанный Флавием Аррианом во II веке, и оттуда без ссылок заимствовал в свой перипл большие отрывки. Поэтому его произведение долгое время считался расширенной версией перипла Флавия Арриана, а в научной литературе автора называют Псевдо-Аррианом, или Анонимом.
В сведения из сочинений своих предшественников Псевдо-Арриан добавил ряд интересных вестей своего времени. Например, он показал, что реки Истр и Борисфен со временем стали называться Данубием и Данаприем (откуда происходят их нынешние наименования Дунай и Днепр), а город Херсонес, Феодосия и Пантикапей — соответственно Херсон, Ардабда и Боспор. Псевдо-Арриан включил в свой перипл названия некоторых нигде не упоминаемых в античных источниках населённых пунктов Северного Причерноморья и указал более точную локализацию городов Кремниски и Тиритака. В целом произведение Псевдо-Арриана содержит немало ценных сведений об исторической географии Причерноморья; указанные им величины расстояний между некоторыми пунктами дают возможность в одних случаях их точно локализовать, а в других — установить очертания берегов Черного моря в античную эпоху.